# 孫紹陽
孫紹陽，字春圃，河南省開封府蘭封縣人，清朝政治人物、進士出身。
光緒十六年（1890年），参加光緒庚寅科殿試，登進士二甲7名。同年五月，著主事，分部学习。